# Vendeuvre
Vendeuvre é uma comuna francesa na região administrativa da Normandia, no departamento Calvados. Estende-se por uma área de 26,22 km². Em 2010 a comuna tinha 801 habitantes (densidade: 30,5 hab./km²).